# Wilhelm II. (Braunschweig-Calenberg-Göttingen)
Wilhelm II. Herzog von Braunschweig-Lüneburg, Fürst von Braunschweig-Wolfenbüttel und Calenberg-Göttingen (* ca. 1425; † 7. Juli 1503) aus dem Hause der Welfen, genannt Wilhelm der Jüngere, war Herzog zu Braunschweig und Lüneburg, Fürst von Braunschweig-Wolfenbüttel und Fürst von Calenberg-Göttingen. Er war der Sohn von Wilhelm I. (1392–1482) und Cäcilie von Brandenburg (1405–1449), Tochter von Friedrich I. von Brandenburg.

## Leben
Nach dem Tode seines Vaters Wilhelm I. im Jahre 1482 erbte Wilhelm der Jüngere zusammen mit seinem Bruder Friedrich, genannt der Unruhige, das Herzogtum und führte damit den Titel Herzog von Braunschweig-Lüneburg. Die Brüder übten die Landesherrschaft gemeinsam aus, teilten aber in einem Vertrag vom 1. August 1483 die Nutzungsrechte (sogenannte Mutschierung). Wilhelm erhielt zunächst die Nutzungsrechte für Braunschweig-Wolfenbüttel; durch die Absetzung seines Bruders 1484/85 fielen Wilhelm II. dann auch die Nutzungsrechte für das Fürstentum Calenberg und das Fürstentum Göttingen zu. Somit vereinte Wilhelm II. kurzzeitig die Teilfürstentümer Calenberg, Braunschweig-Göttingen und Braunschweig-Wolfenbüttel. Er nahm allerdings wieder eine Trennung vor und schuf das neue Fürstentum Calenberg-Göttingen. Bereits 1495 dankte er als Herzog ab. Sein Sarkophag, der schon zu Lebzeiten angefertigt wurde, befindet sich in der Kirche St. Blasius in Hann. Münden.

## Nachkommen
Wilhelm II. heiratete 1444 Elisabeth zu Stolberg (1428–1520/21), Tochter des Grafen Botho zu Stolberg, und hatte zwei Söhne und eine Tochter:
- Anne (1460–1520) ⚭ Wilhelm I., Landgraf von Hessen; beigesetzt im Andreasstift Worms[1][2]
- Heinrich I., genannt der Ältere (1463–1514), Herzog von Braunschweig
- Erich I., seit 1495 Herzog zu Braunschweig-Lüneburg und regierender Fürst von Calenberg-Göttingen